# Medicus (film 2013)
Medicus (Der Medicus) è un film del 2013 diretto da Philipp Stölzl, liberamente basato sull'omonimo romanzo di Noah Gordon.
Il film tratta di un orfano proveniente da una città inglese la cui madre muore per la misteriosa "malattia del fianco" (appendicite) durante l'XI secolo: il ragazzo si dedica quindi allo studio della medicina e decide di recarsi in Persia in cerca del famoso medico Ibn Sinā (Avicenna).

## Trama
Durante l'XI secolo in Inghilterra, cerusici viaggiatori cercavano di adempiere alle cure mediche per la popolazione, spesso correndo il rischio di essere perseguitati dalla Chiesa per stregoneria.
Robert Cole scopre di possedere un dono straordinario, ma terribile: è in grado di avvertire quando qualcuno potrebbe morire se non curato; ne prende consapevolezza da bambino, quando sente che la madre sta per morire a causa di un'appendicite. Rimasto orfano, si unisce ad un cerusico itinerante che si fa chiamare Barber: quest'ultimo gli insegna le basi della medicina medievale, servendosi di pratiche come la coppettazione, il salasso e l'estrazione dentaria. Anche se è un semplice apprendista, Rob riconosce i limiti del suo insegnante, e quando Barber sta per perdere la vista a causa della cataratta, consulta per lui un vero medico di religione ebraica, che riesce a guarirlo completamente. Robert è affascinato dalle conoscenze del medico, del quale vorrebbe seguire le orme; tuttavia gli viene risposto che, per farlo, dovrebbe studiare presso la madrasa di Isfahān, in Persia (dove insegna il famoso Ibn Sinā), ma ciò è impedito ai cristiani.
Rob però intende diventare un medico e decide di correre il rischio, partendo per Isfahān. Si finge ebreo e in Egitto si circoncide per non essere scoperto; con il nome di Jesse Ben Benjamin, si unisce ad una carovana diretta ad Isfahān. Tra gli altri viaggia con lui Rebecca, con la quale stringe amicizia e che gli legge il libro delle Mille e una notte (in particolare le novelle di Aladino e Sinbad il marinaio). La carovana è però investita da una tempesta di sabbia e dispersa prima di raggiungere la sua meta; Rob, stremato, raggiunge Isfahān credendo di essere l'unico sopravvissuto al viaggio. Raggiunta la scuola di Ibn Sinā, Rob viene fatto malmenare dal guardiano e poi curato invece dal grande medico che ne apprezza l'interessamento alla medicina e lo accoglie tra i suoi studenti. Qui conosce e diventa amico di un ebreo, Mirdin, e di un ricco persiano, Karim. È tramite Mirdin che viene invitato al matrimonio di Rebecca (scampata anch'essa alla tempesta) con un anziano e ricco ebreo.
Nell'ospedale (bimaristan) e nella madrasa, apprende da Ibn Sinā le basi della medicina insieme ad altre scienze come la filosofia (incluse la filosofia aristotelica e la filosofia islamica). Quando la peste arriva in città e migliaia di persone muoiono, i dottori rimangono al fianco dei pazienti. Rob partecipa alla scoperta che i principali precetti igienici possono contribuire a debellare l'epidemia: in particolare, individua nelle pulci dei ratti il mezzo di trasmissione e suggerisce di bruciare i cadaveri e avvelenare i ratti. Si avvicina inoltre di nuovo a Rebecca, contagiata dalla peste e per questo abbandonata dal marito. Rebecca ormai ristabilitasi, rimane incinta in seguito ad un rapporto extraconiugale con Rob. Al termine dell'epidemia, però, suo marito torna e l'adulterio è scoperto: la legge ebraica prevede la lapidazione per Rebecca.
Nonostante il suo grande successo nell'aver contributo a debellare la peste, Rob è amareggiato dal fatto che non esista una cura per l'appendicite. Decide allora di aprire il cadavere di un uomo deceduto in conseguenza di tale malattia per individuarne la causa, ma una volta scoperto viene arrestato e, con lo stesso Ibn Sinā, condannato a morte per negromanzia. Ad Isfahān si contrappongono però due visioni dell'Islam: quella tollerante dello Scià Ala ad-Daula e della sua corte, e quella più intransigente degli imam, che cercano l'appoggio dei Selgiuchidi. Quando la città viene attaccata dai Selgiuchidi, Rob e il suo maestro vengono salvati dai soldati dello Scià, che ha bisogno di nuovo del loro aiuto: colpito da appendicite, infatti, esige di essere operato da Rob, per poter poi guidare le truppe in battaglia; in cambio, interrompe l'esecuzione di Rebecca.
Nonostante l'operazione vada a buon fine e lo Scià esca dalle mura alla testa dell'esercito, la situazione è disperata e la città sembra ormai prossima a cadere: Ibn Sinā decide allora di suicidarsi piuttosto che ricadere in un periodo di oscurantismo, mentre Rob e Rebecca fuggono. Dopo la morte di Ibn Sinā, Rob ritorna con sua moglie Rebecca a Londra, per fondare un ospedale. Il vecchio Barber, primo insegnante di Rob, viene a sapere da un bambino del ritorno del suo allievo, considerato già un filantropo.

## Colonna sonora
1. The Physician Suite – 8:47
2. Nursing the Barber Surgeon – 1:56
3. Farewell at the Coast – 3:28
4. Karim's Demise – 3:23 (Schirin Partowi)
5. The Desert, Trapped – 4:05
6. Rebecca – 3:43
7. Balcony Scene, the Shah – 3:52
8. Caring for Rebecca – 3:11
9. Plague Infected Fleas – 2:23
10. Waiting for the Black Death, Stone Cross – 2:46
11. Rescue, Vision, Leaving Isfahan – 2:42
12. Capitulation – 1:27
13. Student's Life – 2:55
14. Balcony Scene – 2:25
15. Lion Hunting – 2:09
16. Ibn Sina's Passing – 3:06
17. Main Theme (Bonus Track) - Alternative Version – 2:15
18. Dissection (Bonus Track) – 2:45
19. The Desert (Bonus Track) – 2:07
20. The Physician Theme (Bonus Track) – 4:37
21. Middle Ages Theme (Bonus Track) – 1:41
22. Medicine Theme (Bonus Track) – 1:22
23. The Bitter Price (Bonus Track) – 3:32
24. Main Theme Title Sequence (Bonus Track) – 2:05

## Edizione italiana
In Italia il film è stato trasmesso direttamente in televisione, e per la prima volta, sabato 2 gennaio 2016 su Rai 3. La direzione del doppiaggio è di Daniela Nobili e l'adattamento dei dialoghi di Antonella Giannini, per La BiBi.it.

## Riconoscimenti
- 2014 – Bogey Awards[2]
  - Bogey d'Argento
- 2014 – Goldene Leinwand[3]
  - 3 milioni di biglietti venduti entro 18 mesi[4]
- 2014 – Deutscher Filmpreis[5]
  - Candidatura alla miglior fotografia
  - Candidatura alla miglior scenografia
  - Candidatura ai migliori costumi
  - Candidatura al miglior trucco
  - Candidatura al miglior sonoro